# Peristomialis corynospora
Peristomialis corynospora är en svampart som först beskrevs av Samuels, och fick sitt nu gällande namn av Samuels 1988. Peristomialis corynospora ingår i släktet Peristomialis och familjen Bionectriaceae.   Inga underarter finns listade i Catalogue of Life.